# Маленькі жінки (фільм, 1949)
«Маленькі жінки» (англ. Little Women) — американська мелодрама Мервіна ЛеРоя 1949 року., стрічка удостоєна премії «Оскар» за найкращу роботу художника-постановника.

## Сюжет
Сім'я Марч без головного годувальника — батька, який пішов на Громадянську війну, складається з матері і чотирьох дочок — маленьких жінок. Красуні Мег — 16 років, вона зразок доброго виховання і соромиться своєї бідності. 15-річна Джо — справжній шибеник в спідниці і воліє хлоп'яче товариство та забави. Бет — 12 років, вона сама тиха і ніжна з сестер. Складний і суперечливий характер у Емі, якій всього 11, вона — неоднозначна особистість. Виживаючи в тяготах і потребах військових поневірянь, сім'я живе багатим емоційним життям серед друзів і сусідів…

## У ролях
- Джун Еллісон — Джо Марч
- Пітер Лоуфорд — Лорі Лоуренс
- Маргарет О'Браєн — Бет Марч
- Елізабет Тейлор — Емі
- Джанет Лі — Мег Марч
- Россано Брацці — професор Бхеер
- Мері Астор — Мармі Марч
- Люсіль Вотсон — Анжеліка Марч
- С. Обрі Сміт — містер Лоуренс
- Елізабет Паттерсон — Анна
- Леон Еймс — містер Марч
- Гаррі Девенпорт — доктор Барнс